# Västgötegatan

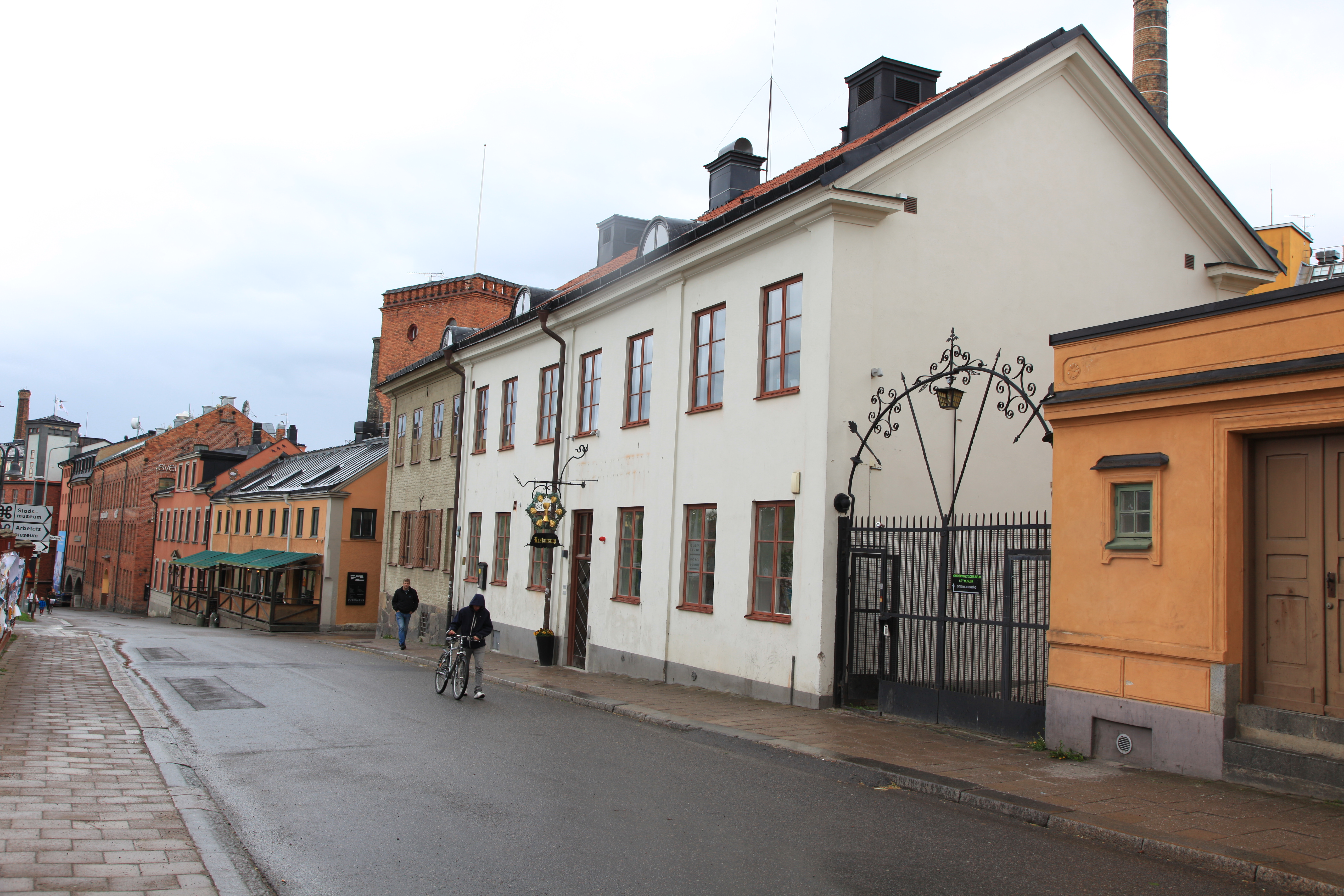
Västgötegatan österut, med Knäppingen

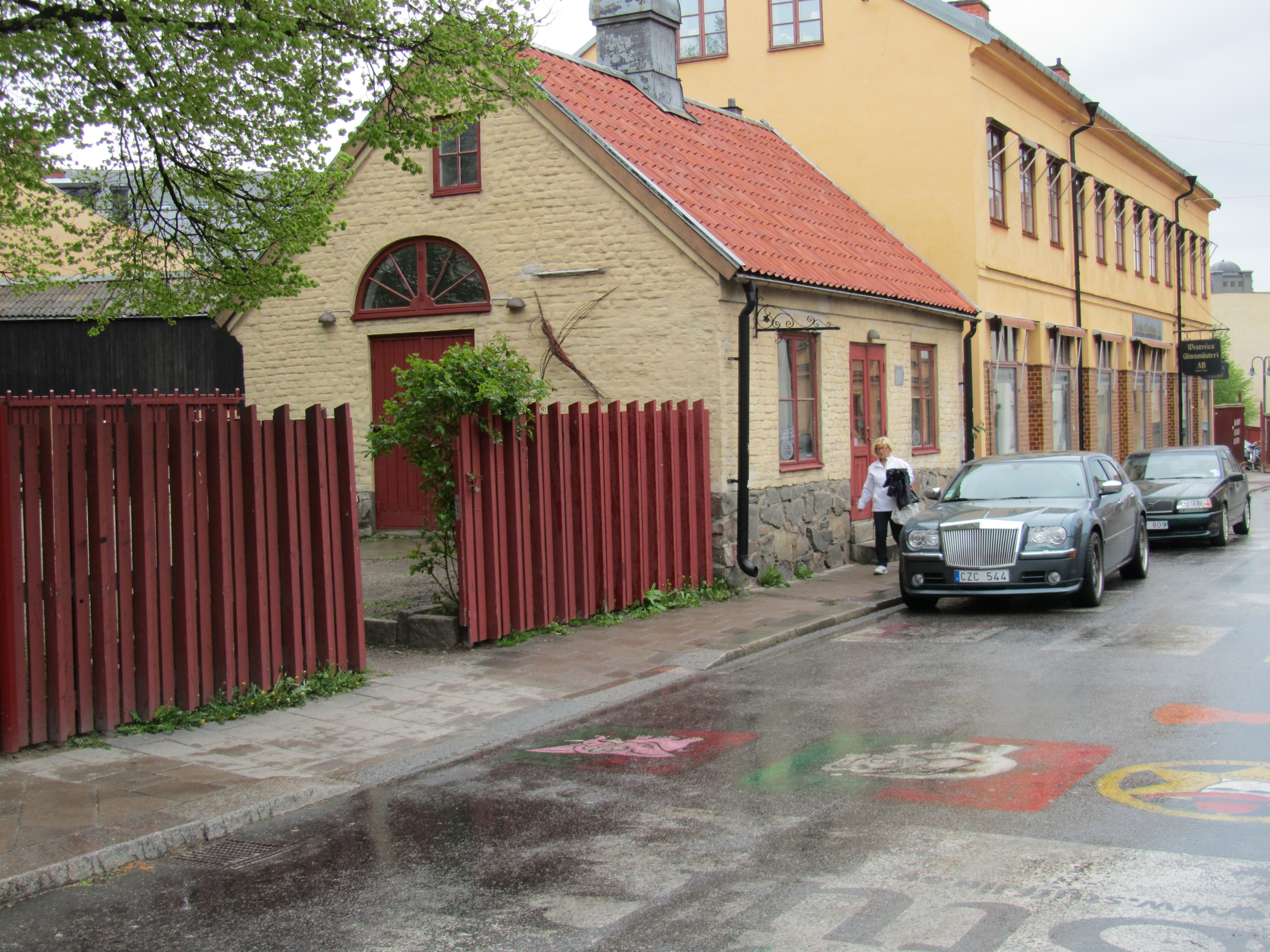
Sista supen

Västgötegatan är en gata i Midtina i stadsdelen Nordantill i Norrköping.
Västgötegatan ligger i Norrköpings äldsta stadsbebyggelse. Den sträcker sig mellan Skvallertorget i väster och Gamlebro över Motala ström i öster. Det är tillsammans med Mäster Påvels gränd de enda gatorna i Norrköping som helt har bevarat sin medeltida sträckning. 
År 1905 ändrades kvartersindelningen i östra Midtina mot Motala ström genom att den krokiga och smala Trångsundsgatan lades igen och ersattes av en förlängning söderut av Garvaregatan fram till Västgötegatan.
Under 1960-talet revs många byggnader i Midtina, bland annat utefter Västgötegatan, Under senare år har kvarteret Mjölnaren börjats fyllas igen med bostadshus.

## Byggnader vid Västgötegatan
- Gamlabro AB, tidigare yllefabrik, Västgötegatan 7, uppförd i början av 1890-talet.
- Ståhlboms kvarn, Västgötegatan 10, uppförd 1925.
- Knäppingen, Västgötegatan 19, del av före detta Fagerströmska gården, uppfört i två delar 1812 respektive 1826, tidigare industribyggnad, numera del av Norrköpings stadsmuseum.
- Skiöldska huset, eller Bergsbrogården, Västgötegatan 21, byggt 1729–50, numera del av Norrköpings stadsmuseum.
- Bergslagsgården, Västgötegatan 25, uppförd omkring 1750.
- Sista supen, Västgötegatan 30, uppförd omkring 1760.

Norrköpings Tidningar hade redaktion och tryckeri på Västgötegatan 16 mellan 1851 och 1892, då de flyttade till ett nytt hus på Västgötegatan 18. Där fanns tidningen till 1918, varefter Östergötlands Folkblad övertog lokalerna och stannade där till 1936,